# SN 2001ex
SN 2001ex – supernowa typu Ia odkryta 16 października 2001 roku w galaktyce UGC 3595. W momencie odkrycia miała maksymalną jasność 17,20m.